# 山崎城 (播磨国)
山崎城（やまさきじょう）、または鹿沢城（しかさわじょう）は、兵庫県宍粟市山崎町鹿沢（播磨国宍粟郡山崎）にあった日本の城（平城）。1679年（延宝7年）以降は山崎陣屋（やまさきじんや）となった。城跡は市街地化しているが、旧城門の「山崎藩陣屋門」（別名・紙屋門）が宍粟市指定有形文化財に指定されている。

## 概要
中世後期の山崎の地には、赤松氏庶流の宇野氏が、最上山（さいじょうやま）北西の山（通称「一本松」）に築いた篠ノ丸城があったが、1580年（天正8年）に羽柴秀吉によって攻め落とされた。その後、神子田正治・黒田孝高・木下勝俊が城主となった。木下勝俊時代の1587年（天正15年）に篠ノ丸城の南東山麓、現在の山崎城の場所である鹿沢の地に城を築いたとされているが、鹿沢には羽柴氏以前より城砦があったとする説もある。
なお、筑前国（福岡県）黒田家伝来の『黒田家譜』に見える、黒田孝高が1580年（天正8年）に入城した「幡州宍栗郡山崎の城」は、本項の山崎城ではなく篠ノ丸城のことではないかと考えられている。
本格的な城郭が建築されたのは、1615年（元和元年）に池田輝政の子輝澄が山崎3万8千石で入封した後である。揖保川と菅野川に挟まれた鹿沢と呼ばれる河岸段丘の南半分に築城した。川に面した崖の部分には石垣を築き、その南端に本丸を設置、続いて北側に東西に広がる形で二の丸・三の丸を設置し、その境目には揖保川から引いて構築した堀が巡らされた。更にその北側には武家屋敷、外堀を挟んだ北側には城下町が広がっていた。ただし、城は未完成のまま終わり、本丸に代替となる陣屋の設置が許されたのも本多氏が藩主となった1679年（延宝7年）以後のことであった。
池田輝澄が1代で改易された後、松井康映が入るもこれも移封となり、輝澄の甥にあたる池田恒元が入り以後3代続いたが無嗣断絶した。その後、本多忠英が1万石で入り、廃藩置県まで本多氏9代の藩主が入った。
廃藩置県後は跡地に学校施設などが設置されたものの、幕末期の設置とされる表門で、市指定有形文化財の紙屋門など一部が本多公園として保存の対象になっている。